# Andrés Marín Vargas
Andrés Marín Pérez Vargas (Sevilla, 26 d'octubre de 1969) és un coreògraf, ballarí espanyol i professor de dansa espanyola.

## Biografia
Fill del bailaor i professor de ball Andrés Marín i de la cantaora Isabel Vargas, Andrés Marín va començar a ballar des de nen, als 4 anys, de la mà del seu pare i als 7 ja ho feia en l'acadèmia dels seus pares a Sevilla (en aquesta època l'ensenyament del flamenc es realitzava en format de classes particulars amb un màxim de tres alumnes). A partir dels 11 anys, el 1980, en una època que estava de moda els espectacles de “Varietats”, el seu pare, que ballava en diverses companyies com la de Juanito Valderrama, va fer que participés en els seus espectacles, fins que als 14 anys ho deixa tot.
Com ell relata personalment: "el flamenc per a mi ha estat una espina d'una banda i una sort per una altra. Una espina, perquè de petit veia com els meus pares se separaven per anar-se'n de gira; perquè érem cinc germans i sofríem aquesta situació de solitud; perquè la professió d'artista, la de bailaor, no està catalogada i no tenia, ni té, un reconeixement social. I és una sort perquè el flamenc pertany a la Cultura del Poble i és un gènere molt bé desenvolupat culturalment. José de la Tomasa em va dir un dia que, El flamenc és gran, perquè ho van fer grans músics sortits del poble. Gent íntegra en les seves idees i la seva cultura. Per contra, dels vividors es formaven els governs."
En 1988, als 19 anys, coneix a Emilia, amb la qual es casaria un any més tard i que es convertiria en el seu talismà, el seu estel de la bona sort. A partir d'aquest moment Andrés Marín comença a crear un nou estil de flamenc.
Ja que necessitava una font d'ingressos pel seu recentment estrenada família, Andrés es va posar a treballar en l'acadèmia dels seus pares, fins que el 1990, entusiastes del seu art i del seu treball, el van portar de gira per Europa i el Món. A Holanda va estar entre tres i quatre vegades a l'any ("!Viva Cádiz!" representada en el Teatre Paradiso d'Amsterdam i en el Teatre Rasa d'Utrecht), va treballar també Alemanya, en Finlàndia ("!Ay, Flamenco!"), a Suècia, als Estats Units i el 1992, Tele 5 i Nippon Television, el primer canal de televisió japonesa, fan un reportatge sobre el seu ball i el seu estudi, que el va portar al fet que el contractessin com a solista i coreògraf en les obres "Sadayacco a Barcelona" representada al teatre Space Zero a Tòquio i en el Gran Teatre d'Osaka el 1993 i finalment amb tot el seu espectacle en el conegut local de Tòquio El Flamenco.

## Activitat artística
A inicis del 2000 coneix a Daniela Lazary, productora i distribuïdora francesa, la que amb la seva empresa Arte & Movimiento es fixa en ell i l'anima a crear. Sent des de llavors un bastió molt important en la seva carrera, ja que l'embarca en múltiples gires per tot el món. A finals del 2001 forma la seva pròpia companyia, la Companyia Andrés Marín. Des de llavors, els seus treballs han estat acollits pels principals circuits europeus, tant del gènere flamenc com de la dansa contemporània.

### Espectacles
- "Trilogía" (2000), un treball sobre el passat, present i futur del ball masculí. Participa al costat dels bailaores Torombo i Rafael Campallo, amb música de Juan Antonio Suarez Cano.[5]

- "Más allá del tiempo" (2000). El primer espectacle de la Companyia Andrés Marín, s'estrena en la Maison de la Danse de Lió i posteriorment realitza més de seixanta actuacions en diferents països amb representacions en la XII Biennal de Flamenc de Sevilla, el Thèâtre de la Ville de París, el Festival de Jerez, l'Òpera de Lilla, i el "New World Flamenco Festival" de Los Angeles, entre altres espais. Participa en el festival “Mira!” en el TNT i en l'emissió en directe de “Dance Celebration!” per al Canal Art en la Maison de la Danse juntament amb els coreògrafs José Montalvo, Jiří Kylián i Bill T. Jones.[6]

- "Asimetrías" (2004). S'estrena dins de la III Biennal de Flamenc de Sevilla amb gran èxit. Es presenta també en el Sadler's Wells Theatre de Londres, el Thèâtre de la Ville de París, la Maison de la Danse de Lió, i l'Òpera Nacional de Latvia, en el Festival de Jerez i en els festivals flamencs de Barcelona, Hèlsinki, Monterrey, Albuquerque (EUA), Düsseldorf i Hamburg. Marín col·labora amb Pilar Albarracín en l'acció per a vídeo “Ballaré sobre la teva tomba” exposada en les Atarazanas Reales de Sevilla. El 2008 es presenta en el Teatre Campoamor dins del Festival de Dansa Oviedo.[7]

- "Vanguardia Jonda". S'estrena en el Centre culturel de Bonlieu d'Annecy el 14 de març de 2006. Aquesta obra ens submergeix en l'ambient dels cafès cantants de Sevilla de finals del segle xix i principis del XX. Aquest espectacle serveix de laboratori de creació personal del bailaor i que han estat acollits a diversos espais Europeus com el "Festival de Mont-de-Marsan", la “Biennal de la Dansa” de Lió, o el Festival París Quartier D'Été.[8]

- "El Alba del último día", estrenada el 7 d'octubre de 2006 a la XIV Biennal de Flamenc de Sevilla. El 2007 l'espectacle es representa en el XVII Festival de Flamenc de Nimes, en la desena edició del cicle "Flamenco Viene del Sur" en Granada i Màlaga i en el Festival de Flamenc de Monterrey. El 2008 la companyia emprèn una gira amb aquest espectacle per diversos teatres d'Holanda i França, entre ells la Opéra Comédie de Montpeller i a Espanya en el XII Festival de Jerez i a les XXIV Jornades Flamenques de Fuenlabrada (Madrid).[9]

- "El cielo de tu boca", estrenada en la XV Biennal de Flamenc de Sevilla el 12 de setembre de 2008, Marín balla sobre la música de les campanes que *tañe el compositor experimental Llorenç Barber. L'obra inaugura la II Biennal dels Països Baixos, viatjant després per espais contemporanis com el Mercat de les Flors a Barcelona, el Festival MIRA!, Montpeller Danse o el Festival de Danse de Cannes a França. Es presenta en el cicle Flamenco Viene del Sur a Granada i Màlaga, el Teatre Falla de Cadis, el XVII Festival de Nîmes i en la Sala Pleyel de París, entre altres esdeveniments.[10][11][12]

- "Somos Sonos", estrenada en el Museu Picasso de Màlaga, 2010. Una proposta que s'endinsa al territori de la performance, un diàleg obert, audaç i despullat d'artificis, entre Llorenç Barber i Andrés Marín.[13]

- "La Pasión según se mire", estrenada el 3 de març de 2010 al Teatre Vila Marta dins del XIV Festival de Jerez de la Frontera. Comparteix les aportacions de tres convidats irrepetibles: Lole Montoya, Concha Vargas i José de la Tomasa. En 2011 l'espectacle es presenta en el XVIII Festival de Nîmes, la Maison des arts et de la culture de Créteil o el Lucent Danstheater a l'Haia. L'espectacle és aclamat unànimement pel públic i la premsa especialitzada.[14][15][15][16][17][18][19]

- "Op.24" s'estrena a L'Avant-Scène de Cognac el 14 de gener de 2010. L'any 1924 és el símbol d'un intent d'aperturisme i innovació dins de l'art flamenc. Mentre uns s'ancoraven en una severa dogmatització dels cànons del passat, uns altres optaven per proposar noves formes per conquistar a un públic cansat. Op. 24 s'inscriu en aquest context de transició i llibertat que és alhora fidel a la més pura tradició i la pren com a punt de partida per donar cabuda a una creativitat nua i personal.[20][21]

- "Tuétano". El 23 de juny de 2012 s'estrena al Thèâtre de l'Agora de Montpeller dins del Festival Montpellier Danse 2012. És un viatge al més profund, al més orgànic. Marín s'inspira en els textos surrealistes del poeta Antonin Artaud i compta amb la col·laboració especial dels artistes Concha Vargas i Tomasa La Macanita. Coproduït i estrenat a França, l'espectacle es representa per primera vegada a Espanya dins de la XVII Biennal de Flamenco de Sevilla l'11 de setembre de 2012 al Teatre Lope de Vega de Sevilla.[22][23][24][25][26]

### Altres activitats
- El 1992 participa en l'obra "Sadayacco a Barcelona" en gira per Japó. S'estrena en el Space Zero de Tòquio i a Osaka el 1993.[27]
- El 2000, dirigeix cursos de ball pel Ballet Nacional d'Espanya[28] i la Companyia Andalusa de Dansa.[29]
- Diverses activitats en el 2007-2010
  - Marín interpreta a Federico García Lorca a "Poeta en Nueva York", obra creada per Blanca Li per al cicle "Lorca i Granada en els Jardins del Generalife" l'(Alhambra) amb 38 representacions i 55.000 espectadors.[30][31] També es representa en el Théâtre national de Chaillot de París.[32]
  - És convidat a participar en "Le Bal de la Rose" (Fondation Princesse-Grace-de-Monaco), una gala benèfica que organitzen anualment els Prínceps de Mònaco i dedicada aquest any al director de cinema Pedro Almodóvar.[33]
  - Participa en el VI Festival de Música Espanyola de Cadis amb la suite Iberia d'Isaac Albéniz, que va ser interpretada pel pianista Oscar Martín, junt amb el seu ball.[34]
- Col·labora en diverses ocasions amb el canal Arte, realitzant nombrosos enregistraments en espais com la Maison de la Danse, compartint escenari amb coreògrafs com Jiří Kylián i Bill T. Jones.[35][36]
- El 16 de juny de 2013 participa en "Rencontres", una nit d'improvisació entre la dansa flamenca i la dansa contemporània. Andrés Marín balla amb Kader Attou, Carolyn Carlson i Eva Yerbabuena dins del marc de la I Biennale d'art flamenc del Théâtre national de Chaillot de París.[37]
- El 7 de juny de 2013 estrena a la ciutat marroquina de Fez dins del Festival de Fès des Musiques Sacrées du Monde, inaugurant la 19a edició, amb un espectacle únic de creació "El amor es mi religión", on Andrés realitza la Direcció escènica i a més aporta el seu ball. A més compta amb la coordinació musical de Abdallah Ouazzani i les artistes Carmen Linares, Françoise Atlan, Tomasa La Macanita, Chérifa, Bahaâ Ronda, Marouanne Hajji, l'orquestra El Quad i una trentena de músics del món àrab andalsí, sufí, amazigh i del flamenc.[38][39]
- El 8 d'octubre de 2013 s'estrena en el Théâtre des Haras d'Annecy, l'obra "Gólgota" on col·labora amb el prestigiós director i coreògraf francès Bartabas. Aquest espectacle és un mà a mà, un diàleg entre l'home, l'animal, la dansa i la música silenciosa de Tomás Luis de Victoria, una vegada més demostrant que el flamenc no té fronteres i que és un art viu.[40][41][42][43] Del 26 d'abril a l'11 de maig de 2014 actua a París, al Teatre del Rond-Point. María Luisa Gaspar de l'Agencia EFE, entrevista a Marín. La Vanguardia i altres mitjans es fan ressò de la notícia.[44][45][46][47][48]

## Les seves influències[1]
Andrés Marín, gran coneixedor dels propis orígens del flamenc, aclareix que aquest art no és una creació gitana. És una creació oberta, de payos i gitanos, nascuda en la cultura en la baixa Andalusia, al sud de València i a Extremadura. Els gitanos ho van adoptar per a la seva pròpia diversió i necessitat, creant una visió peculiar del flamenc, afegint la seva importantíssima aportació, que àdhuc perdura a aquest art. També considera que l'art del flamenc en l'època de la República era molt més lliure que el que es va viure durant la dictadura de Franco, que era molt més rígid i encotillat amb patrons fixos, molt concrets. Després de la mort d'aquest s'ha tornat a obrir. Desgraciadament el missatge polític influeix també a l'art.
Ell "va aprendre" del teatre i de l'art del seu pare, Andrés Marín i del cant de la seva mare, Isabel Vargas, però són les seves grans influències en el seu art creatiu: Antonio Gades (sobretot en Bodas de sangre), Antonio Ruiz Soler "Antonio", Vicente Escudero, etc. També influeixen en el seu flamenc, el ballarí rus Vaslav Nijinsky, el Teatre Kabuki i sobretot de la Dansa Butō i la pintura i arquitectura que sorgeix dels moviments avantguardistes.
Per a ell, el Ball, el flamenc que ell representa, és un vehicle per navegar i comunicar-se. És el llenguatge de l'Home més que el del mateix gènere. És la seva comunicació no verbal més personal.

## La crítica
El 23 de setembre de 1996, en la IX Biennal de l'Art Flamenc de Sevilla, en el Teatre La Maestranza, es va presentar l'espectacle "Bailaores", amb El Güito, El Mimbre, Ramírez, José Fernández, Juan Paredes y Andrés Marín. Aquí es va començar a albirar la nova forma d'entendre el flamenc per part d'Andrés. Els crítics puristes li va fer una ressenya desfavorable, especialment Ángel Caballero d'El País, però la de Manuel Bohórquez d'El correo de Andalucía, que va fer una dura crítica de l'espectacle, va dir que el que havia presentat Andrés Marín era el futur del flamenc. Això li va encoratjar molt més a seguir endavant amb el seu projecte d'innovació creativa. Trobem grans ressenyes de Marie-Christine Vernay, Fermín Lobatón, Manuel Bohórquez, Rosalía Gómez, Miguel Mora, José María Velázquez-Gaztelu, Silvia Calado, Manuel Martín Martín, Francisco Sánchez Múgica, Luis Román, Estela Zatania, etc.

## Reconeixements i guardons
- Millor Bailaor en la XIV Biennal de Flamenc de Sevilla pel Diario de Sevilla (2008)[51]
- Finalista en els Premis Max com a Millor Interpretació Masculina de Dansa per l'obra "El Poeta en Nueva York", on ell interpreta a Lorca (2008)[52]
- Premi Giraldillo a la Millor Música a Salvador Gutiérrez i Andrés Marín per "La Pasión según se mire" a la Biennal de Sevilla (2010)[53]
- Premi Giraldillo al Moment Màgic de la Biennal 2010 per "La Pasión según se mire", per al ball d'Andrés Marín amb Concha Vargas (2010)[53]
- El 8 d'octubre de 2010 a Informativos Telecinco arran de la seva actuació al Gran Teatre del Liceu de Barcelona, Enrique Morente, a preguntes del periodista d'aquesta cadena sobre el "flamenc avantguardista" d'Andrés Marín, que acabava d'estrenar "La Pasión según se mire" amb una peculiar posada en escena amb capirells de grans dimensions, va dir: "Jo crec que Andrés Marín és un gran creador i un gran artista."[54]